# Kazimierz Jakubowicz

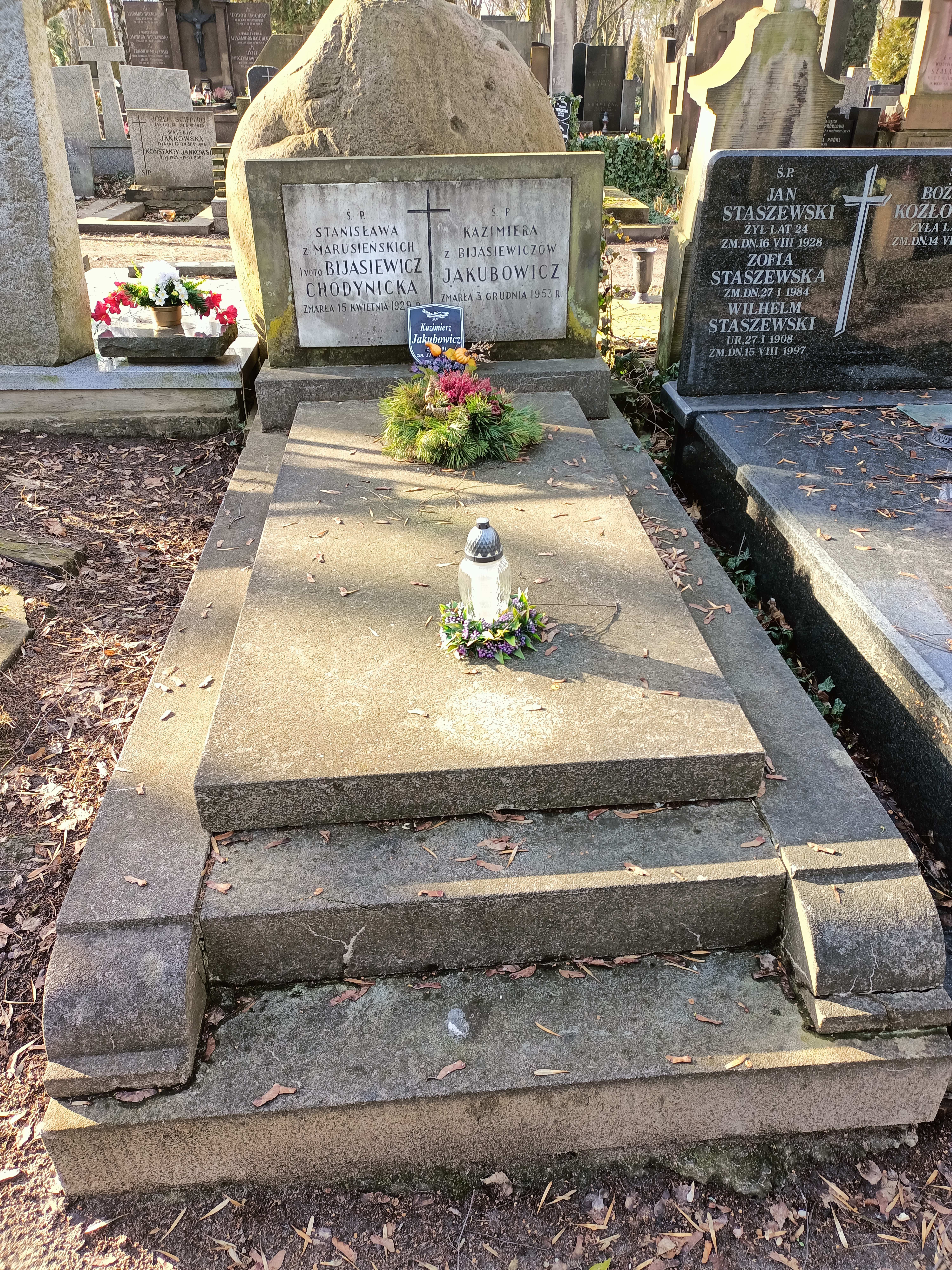
Grób Kazimierza Jakubowicza na cmentarzu Powązkowskim

Kazimierz Jakubowicz (ur. 1930, zm. 31 lipca 2021) – polski dermatolog, prof. dr hab. n. med.

## Życiorys
Obronił pracę doktorską, następnie uzyskał stopień doktora habilitowanego. W 1985 nadano mu tytuł profesora w zakresie nauk medycznych. Pracował w Centralnym Szpitalu Klinicznym MSWiA. oraz był sekretarzem w Zarządzie Głównym Polskiego Towarzystwa Dermatologicznego i członkiem Zarządu Głównego PTD.
Zmarł 31 lipca 2021.